# Chalaco Alto
Chalaco Alto es una localidad peruana, ubicada en el distrito de Vice, perteneciente a la provincia de Sechura, en el departamento de Piura, al norte del Perú. En el 2017 tenía una población de 3 habitantes.